# Siemens Sector Infrastructure & Cities
Infrastructure & Cities (IC) war vom 1. Oktober 2011 bis zum 30. September 2014 ein Hauptgeschäftsfeld (Sektor) der Siemens AG. Das operative Geschäft des Konzerns gliederte sich zum damaligen Zeitpunkt in die Geschäftsfelder Siemens Sector Energy, Siemens Sector Healthcare, Siemens Sector Industry und Siemens Sector Infrastructure & Cities.
Infrastructure & Cities untergliederte sich in die folgende Divisionen:
- Rail Systems
- Mobility and Logistics: Bahnautomatisierung, Infrastrukturlogistik, intelligente Verkehrs- und Transportsysteme, Elektromobilitätsinfrastruktur.
- Low and Medium Voltage
- Smart Grid: intelligente Stromnetzinfrastruktur, Bahnelektrifizierung, Stromversorgung der Industrie, Infrastruktur und Städte
- Building Technologies

Infrastructure & Cities steuerte von München aus das weltweite Geschäft mit Städten und Infrastrukturen. Darin bündelte Siemens Kompetenzen, um Städten Lösungen für Mobilität, Umweltschutz und Energieeinsparung zu bieten. In diesem Sektor mit rund 87.000 Mitarbeitern wurden die Divisionen Mobility und Building Technologies aus dem Industry-Sektor sowie die Division Power Distribution und das Smart-Grid-Geschäft aus dem Energy-Sektor zusammengeführt.
Zum 1. Oktober 2014 entfiel die Sektorebene der Siemens AG und somit auch der Siemens Sector Infrastructure & Cities.